# Castelo de Borreby

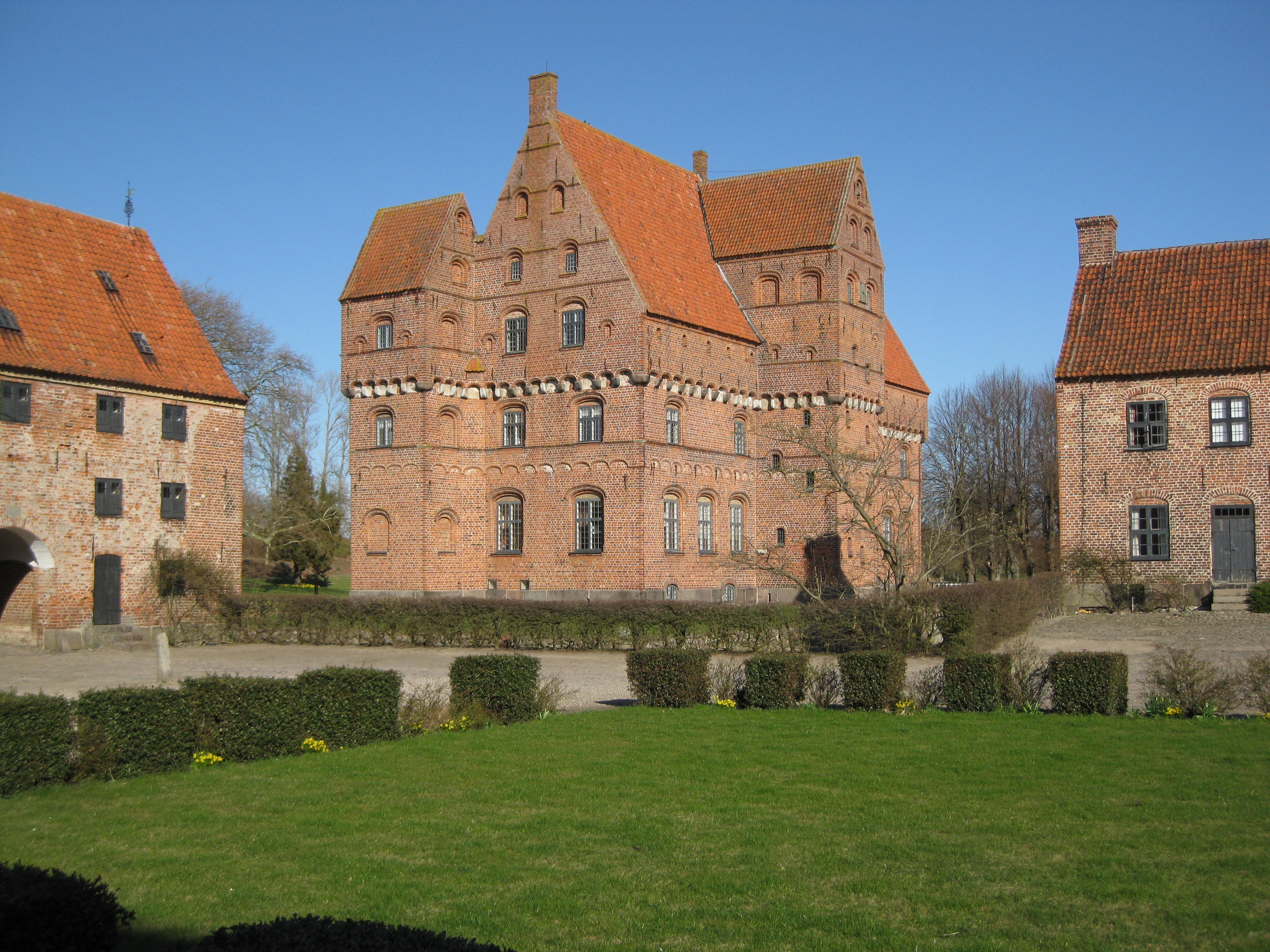
Castelo de Borreby

O castelo de Borreby (em dinamarquês:  Borreby slot, [ˈb̥oːɐˌb̥yːˀ ˈslʌd̥]) é um solar localizado perto de Skælskør, Slagelse, na ilha dinmarquesa da Zelândia.

## História
Borreby foi comprado em 1410 por Peder Jensen Lodehat, bispo de Aarhus, e foi posteriormente propriedade dos bispos de Roskilde até 1536, quando foi confiscado pela coroa dinamarquesa no contexto da Reforma Protestante. A planta corrente foi elaborada por Johan Friis, que recebeu a de Frederico II. Em 1681, com a falência de Valdemar Daa, um Friis, sua família perdeu o castelo, como é relatado por Hans Christian Andersen. Deste 1783, pertence aos descendentes de Joachim Castenschiold. Hoje, é um grande ponto turístico, e há uma galeria de arte e um teatro no local.